# Manuel Quero Turillo
Manuel Quero Turillo (1554 – 2 de setembro de 1605) foi um prelado católico romano que serviu como bispo de Cefalù (1596–1605).

## Biografia
Manuel Quero Turillo nasceu em 1554 em Jaén, em Espanha. A 18 de dezembro de 1596, foi nomeado bispo de Cefalù durante o papado de Clemente VIII. No dia 30 de maio de 1597 foi consagrado bispo por Giulio Antonio Santorio, cardeal-presbítero de Santa Maria in Trastevere. Serviu como bispo de Cefalù até à sua morte a 2 de setembro de 1605.